# Arthur Donald Walsh
Arthur Donald Walsh FRS (8 de agosto de 1916 – 23 de abril de 1977) foi um químico britânico, professor de química da Universidade de Dundee.